# Tiemen Brouwer
Tiemen Brouwer, né le 19 décembre 1916 à Ellecom et mort le 18 avril 1977 à Leiderdorp, est un fonctionnaire et homme politique néerlandais membre du Parti populaire catholique (KVP).

## Biographie

### Débuts professionnels
Il commence à travailler en 1934 au secrétariat général de la ville de Huissen, dans la province de Gueldre. Diplômé en droit public en 1950 de l'université Radboud de Nimègue, il est promu peu après secrétaire général de la commune. Il renonce à ce poste lorsqu'il est désigné président de l'Association des agriculteurs et cultivateurs catholiques (KNBTB) en juin 1951.

### Ascension politique
Il intègre en 1956 le conseil du KVP, dont il est un représentant de l'aile droite, et se fait élire représentant à la Seconde Chambre des États généraux lors des élections législatives anticipées du 12 mars 1959.
Il devient deuxième secrétaire du groupe parlementaire du Parti populaire catholique en juin 1962 puis trésorier en décembre 1963. Élu député aux États provinciaux de Hollande-Méridionale en juin 1966, il démissionne de la direction de KNBTB.
Il est porté à la présidence de la commission parlementaire de l'Agriculture et de la Pêche en mars 1967. Il quitte en parallèle le conseil du KVP. Il n'est pas réélu député provincial en 1970 et se trouve déchargé de ses fonctions au sein du groupe parlementaire l'année qui suit.

### Ministre
Le 11 mai 1973, Tiemen Brouwer est nommé à 56 ans ministre de l'Agriculture et de la Pêche dans le cabinet de coalition du Premier ministre travailliste Joop den Uyl.
Il annonce à ce dernier le 27 septembre qu'il compte démissionner de ses fonctions pour raisons de santé. Il est officiellement relevé de son poste le 1er novembre au profit de Fons van der Stee et prend alors sa retraite.